# Premis YoGa 2015
Els 26è Premis YoGa foren concedits al "pitjoret" de la producció cinematogràfica de 2014 per Catacric la nit del 3 de febrer de 2015 "en un lloc cèntric de Barcelona" per un jurat anònim que ha tingut en compte les apreciacions, comentaris i suggeriments dels lectors de la seva web, de Facebook i de Twitter.

## Guardonats
| Secció           | Premi             | Nom                                              | Guanyador                                                                                        |
| ---------------- | ----------------- | ------------------------------------------------ | ------------------------------------------------------------------------------------------------ |
| Cinema estranger | Pitjor pel·lícula | "Réquiem por un leño"                            | Noah                                                                                             |
| Cinema estranger | Pitjor director   | "Pepi, Lucy, Bom y otras chicas de (Luc) Besson" | Luc Besson, per Lucy                                                                             |
| Cinema estranger | Pitjor actor      | "Bastardo desencadenado"                         | Christoph Waltz, per Ulls grossos i El teorema del zero                                          |
| Cinema estranger | Pitjor actriu     | "Más dura será la caída (algo pasa en la nube)"  | Jennifer Lawrence, per Serena, Mockingjay - Part 1, X-Men: Days of Future Past i American Hustle |
| Cinema espanyol  | Pitjor pel·lícula | "En casa de Herrero, guionista de palo"          | La ignorancia de la sangre                                                                       |
| Cinema espanyol  | Pitjor director   | "Con De la Iglesia hemos topado"                 | Juanfer Andrés i Esteban Roel, per Musarañas                                                     |
| Cinema espanyol  | Pitjor actor      | "Actor mínimo"                                   | Jesús Castro, per El Niño i La isla mínima                                                       |
| Cinema espanyol  | Pitjor actriu     | "Resacón en la Vega 3"                           | Paz Vega, per Kill the Messenger, Grace of Monaco i La ignorancia de la sangre                   |
| Especials        | Especials         | "Los abuelos que saltaron por la ventana y..."   | Clint Eastwood, Jean-Luc Godard i Woody Allen                                                    |
| Especials        | Especials         | "Uno de los nuestros"                            | Andreu Buenafuente, "pel seu egotrip a El culo del mundo"                                        |
| Especials        | Especials         | "Cultura morta"                                  | TV3, "per les seves secretes intencions respecte a Ànima, Cinema 3 i Via llibre"                 |
| Especials        | Especials         | "Fins L'endemà"                                  | Isona Passola, pel seu discurs als Premis Gaudí de 2015                                          |